# Stare Załubice
Stare Załubice (prononciation : [ˈstarɛ zawuˈbit͡sɛ]) est un village polonais situé dans la gmina de Radzymin dans le powiat de Wołomin et en voïvodie de Mazovie dans le centre-est de la Pologne.
Le village possède une population d'environ 749 habitants en 2010.

## Histoire
De 1975 à 1998, le village appartenait administrativement à la voïvodie de Varsovie.